# 夏隆海岸地區議會
夏隆海岸地區議會（羅馬化：Mo'atza Azorit Hof HaSharon）是一個位於以色列夏隆平原沿海地區的地區議會，管轄著15個村莊。雖然其轄區範圍絕大部分都坐落在中央區，但位於特拉维夫区的基布茲吉利爾亞姆也受其管轄，成為了一塊不與地區議會轄下其他村莊相連的飛地。
夏隆海岸地區議會以南有赖阿南纳、海爾茲利亞和史馬利亞胡村，西邊便是地中海，以北有内坦亚、艾文耶胡達和伊拉諾特森林，而東邊則有夏隆中心地區議會、艾文耶胡達、南夏隆地區議會和卡迪瑪-佐蘭。飛地吉利爾亞姆本身則是被海爾茲利亞和拉马特沙龙包圍。地區議會辦公總部位於轄下基布茲史法伊姆。

## 轄下村莊
| 基布茲 - 加什 - 吉利爾亞姆 - 史法伊姆 - 特爾伊扎克 - 亞庫姆 | 莫沙夫 - 巴茨拉 - 貝特約書亞 - 貝尼錫安 - 內特村 - 里什彭 - 烏迪姆 |

其他村莊
- 阿爾蘇夫（英语：Arsuf, Hof HaSharon）（富人村）
- 哈路奇姆（英语：Harutzim）（公有定居點）
- 所羅門鎮（英语：Kiryat Shlomo）（醫療村）
- 內維哈達薩（英语：Neve Hadassah）（青年村）

## 外部連結
维基共享资源上的相關多媒體資源：夏隆海岸地區議會
- 官方网站 （希伯來語）